# 吐蕃大事纪年

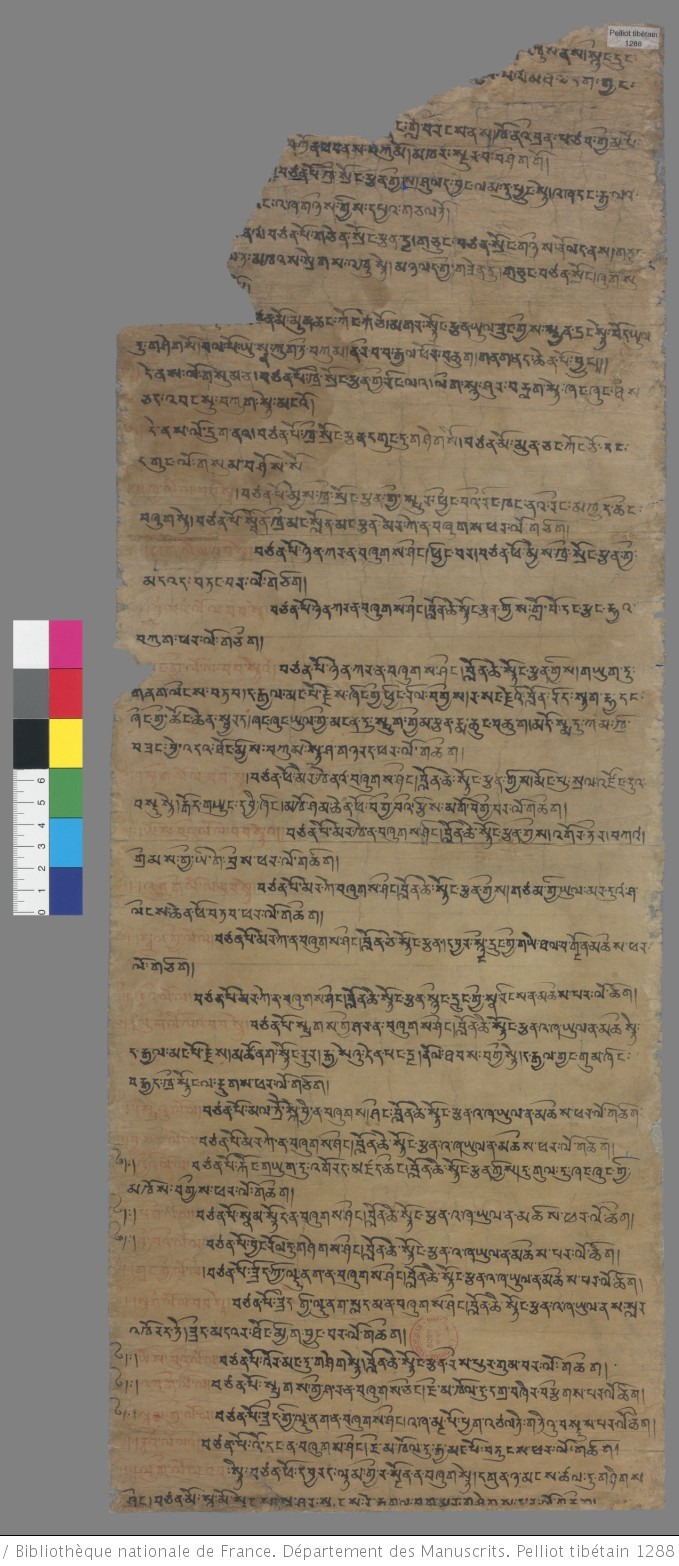
《吐蕃大事紀年》寫本第一頁

《吐蕃大事纪年》（藏語：དོན་ཆེན་གནད་བསྔུས་ཀྱི་ལོ་ཚིགས།），简称《大事纪年》，是敦煌莫高窟藏经洞中发现的一部藏文文献。该书于11世纪左右被封存于莫高窟17号藏经洞，于20世纪初期被探险家伯希和发现。
这部史书记载了吐蕃帝国时期的许多历史大事，可以弥补藏文传统史书记载上的不足。分为内政和军事两部分，其中内政部分记载了吐蕃自650年至748年期间的内政事务，军事部分记载了743年至765年期间的一些大的战事。现分别藏于大英博物馆和法国国家图书馆。
漢譯本收錄在《敦煌本吐蕃历史文书增订本》與《敦煌藏文吐蕃史文献译注》中。

## 外部連結
- Brandon Dotson. . Wien: Österreichische Akademie der Wissenschaften. 2009. ISBN 978-3-7001-6102-8.
- 《吐蕃大事纪年》藏文轉寫 （页面存档备份，存于）
- 《吐蕃大事纪年》內政寫本照片 （页面存档备份，存于）. 國際敦煌項目